# ジ・オーブ
ジ・オーブ (The Orb) は、イギリスのテクノミュージシャン。1988年結成。

## 来歴
アレックス・パターソンは、キリング・ジョークのローディーとして音楽業界入り。その後、キリング・ジョークの所属していたブライアン・イーノも所属するレコードレーベル「EGレコード」（元々はキング・クリムゾンの所属事務所）にて、A&R業務を行った。
また、その傍らクラブ「Land Of Oz」にてDJ活動も行い、そのプレースタイルはアンビエント・ハウスと称された。 チルアウト
その後KLFのジミー・コーティとアルバム『Space』を作成。さらに本格的デビュー・アルバム『アドヴェンチャーズ・ビヨンド・ジ・ウルトラワールド』でテクノシーンの第一線に躍り出て以来、今日でも精力的な活動を行っている。
1991年に清水靖晃と細野晴臣の主催したイベント「東京ムラムラ」に出演。以降何度も来日しDJやライブを行っている。

## エピソード
- 1993年6月10、11日に東京ドームで開催されたYMO再生ライブの前座を務めた。特に開始のアナウンスがあったわけでもないうえに内容がアンビエント・ミュージックだったため、前座のステージが行なわれていることに気が付かなかった観衆が多かったという。
- 「From a Distance」のPVは宇川直宏と藤子プロとのコラボ企画になっており、ドラえもんが出演している。

## ディスコグラフィ

### スタジオ・アルバム
- 『アドヴェンチャーズ・ビヨンド・ジ・ウルトラワールド』 - The Orb's Adventures Beyond the Ultraworld (1991年)
- 『U.F.ORB』 - U.F.Orb (1992年) ※スティーヴ・ヒレッジ参加
- 『ポム・フリッズ』 - Pomme Fritz (1994年)
- 『オルヴス・テラールム』 - Orbus Terrarum (1995年)
- 『オーブリヴィオン』 - Orblivion (1997年)
- 『サイドニア』 - Cydonia (2001年) ※ロバート・フリップ参加
- 『バイシクル&トライサイクル』 - Bicycles & Tricycles (2004年)
- 『オーキー・ドーキー・イッツ・ジ・オーブ・オン・コンパクト・ディスコ』 - Okie Dokie It's the Orb on Kompakt (2005年)
- 『ザ・ドリーム』 - The Dream (2007年)
- 『バグダッド・バッテリーズ』 - Baghdad Batteries (Orbsessions Volume III) (2009年)
- 『メタリック・スフィアーズ』 - Metallic Spheres (2010年) ※デヴィッド・ギルモア参加
- 『ジ・オーブザーバー・イン・ザ・スターハウス』 - The Orbserver in the Star House (2012年) ※ジ・オーブ・フィーチャリング・リー・スクラッチ・ペリー名義
- 『モア・テイルズ・フロム・ジ・オーブザーバトリー』 - More Tales from the Orbservatory (2013年) ※ジ・オーブ・フィーチャリング・リー・スクラッチ・ペリー名義
- 『ムーンビルディング 2703 AD』 - Moonbuilding 2703 AD (2015年)
- 『COW / チル・アウト, ワールド！』 - COW / Chill Out, World! (2016年)
- 『ノー・サウンズ・アー・アウト・オブ・バウンズ』 - No Sounds Are Out of Bounds (2018年)

### ライブ・アルバム
- Live 93 (1993年)
- Further Adventures Beyond Dark Matter (2014年)
- The Orb's Further Adventures (2016年)

### コンピレーション・アルバム
- 『U.F.OFF - ベスト・オブ・THE ORB』 - U.F.Off: The Best of The Orb (1998年)
- Orbsessions Volume One (2005年) ※未発表曲集
- Orbsessions Volume Two (2007年) ※未発表曲集
- The BBC Sessions 1989–2001 (2008年)
- Impossible Oddities from Underground to Overground: The Story of Wau! Mr. Modo (2010年)
- 『ヒストリー・オブ・ザ・フューチャー』 - History of the Future (2013年)
- 『ヒストリー・オブ・ザ・フューチャー・パート2』 - History of the Future Part2 (2015年)

### その他
- プライマル・スクリーム: 『スクリーマデリカ』 - Screamadelica (1991年)
  - パターソン・プロデュースの「Higher Than The Sun」収録。
- イエロー・マジック・オーケストラ: 『TECHNODON REMIXES II』 (1993年)
  - ジ・オーブによるリミックス。
- システム7: 『パワー・オブ・セブン』 - Power Of Seven (1996年)
  - パターソン参加の「Davy Jones' Locker」収録。
- VARIOUS ARTISTS: 『ブレス・ユー - ノン・ストップ・ミックス・バイ・アレックス・パターソン』 - Badorb.com - Bless You (2002年)
  - パターソンのレーベルコンピ。大半はパターソンの変名や別ユニット。
- トランジット・キングス: 『リヴィング・イン・ア・ジャイアント・キャンドル・ウインキング・アット・ゴッド』 - Living In A Giant Candle Winking At God (2006年)
  - パターソンとジミー・コーティを含んだグループのアルバム。ジョニー・マーも参加。